# Port lotniczy Ułan Bator
Międzynarodowy Port Lotniczy Buyant-Ukhaa w Ułan Bator (w latach 2005–2020 Międzynarodowy Port Lotniczy Czyngis-chana w Ułan Bator, IATA: ULN, ICAO: ZMUB) – lotnisko obsługujące połączenia krajowe i międzynarodowe miasta Ułan Bator, stolicy Mongolii, równocześnie największy port lotniczy tego kraju. Główny węzeł trzech linii lotniczych (MIAT Mongolian Airlines, Eznis Airways i Aero Mongolia).

## Historia
Lotnisko zbudowano w 1956 roku we współpracy ze Związkiem Radzieckim. 19 lutego 1957 otwarto je jako port lotniczy Bujant Uchaa. W 1958 rozpoczęto pierwsze rejsy międzynarodowe – do rosyjskiego Irkucka i chińskiego Pekinu przy użyciu samolotów typu Iljuszyn Ił-14. Regularne loty z Bujant Uchaa wystartowały w 1961 roku.
Rozbudowa terminala pasażerskiego mająca na celu przystosowanie go do obsługi ruchu międzynarodowego nastąpiła w 1986.
W latach 1994 i 1997 kolejne ważne inwestycje zostały zrealizowane przy pomocy Azjatyckiego Banku Rozwoju. Port lotniczy otrzymał imię Czyngis-chana z okazji 800. rocznicy utworzenia państwa mongolskiego 21 grudnia 2005.
Lotnisko ma zostać zastąpione w 2017 przez port lotniczy Ułan Bator-Khöshig.

## Linie lotnicze i połączenia[5]
- Aero Mongolia (Bajanchongor, Cheongju, Czojbalsan, Hohhot, Irkuck, Mörön, Ulaangom)
- Aerofłot (Moskwa-Szeremietiewo)
- Air China (Pekin)
- Eznis Airways (Bajanchongor, Czojbalsan, Dalandzadgad, Chowd, Mörön, Ulaangom)
- Korean Air (Seul-Incheon)
- MIAT Mongolian Airlines (Ałtaj, Arwajcheer, Pekin, Berlin-Tegel, Dalandzadgad, Bulgan, Kobdo, Irkuck, Mandalgow', Mörön, Mediolan-Malpensa (sezonowo), Moskwa-Szeremietiewo, Kansai (sezonowo), Seul-Incheon, Tokio-Narita, Ulaangom)
- Hunny air (Manzhouli)
- Turkish Airlines (Stambuł)

## Statystyka
|      | Pasażerowie | Zmiana w stosunku do poprzedniego roku | Połączenia | Cargo (tony) |
| ---- | ----------- | -------------------------------------- | ---------- | ------------ |
| 2007 | 599 555     | 0+9,6%                                 | 9297       | 3299         |
| 2008 | 596 765     | 0-0,5%                                 | 9552       | 3500         |
| 2009 | 532 861     | 0-10,7%                                | 8330       | 2970         |
| 2010 | 665 055     | 0+24,8%                                | 11 678     | 3922         |
| 2011 | 885 885     | 0+33,2%                                | 14 940     | 5452         |
| 2012 | 1 098 865   | 0+24,0%                                | 17 465     | 5709         |
| 2013 | 1 106 704   | 0+0,7%                                 | 16 468     | 5825         |
| 2014 | 1 019 102   | 0-7,9%                                 | 13 178     | 4955         |